# یوبیال کلنزو
یوبیال کلنزو (به ایتالیایی: Ubiale Clanezzo) یک کومونه در ایتالیا است که در استان برگامو واقع شده‌است.

## خصوصیات
یوبیال کلنزو ۷٫۳ کیلومترمربع مساحت و ۱٬۳۹۵ نفر جمعیت دارد و ۳۳۶ متر بالاتر از سطح دریا واقع شده‌است.